# Anketa
Anketa je sistematična metoda zbiranja podatkov na podlagi (vzorca) enot z namenom kostruiranja kvantitativnih opisov značilnosti širše populacije, katere člani so preučevane enote. 

## Zgodovina
Prvi znan primer ankete izhaja iz leta 1824. Izvedel ga je dnevnik The Harrisburg Pennsylvanian, ki je pred predsedniškimi volitvami prek javnomnenjske raziskave napovedal zmago Andrewa Jacksona nad Johnom Quincyjem Adamsom s 335 glasovi za Jacksona in 169 glasovi za Adamsa. Ko je Jackson zmagal v Pensilvaniji in tudi drugih državah, se je tovrstni način anketiranja počasi začel širiti, a je ostal omejen na posamezna mesta in območja. Leta 1916 je časnik Literary Digest izvedel javnomnenjsko raziskavo, ki je obsegala celotne ZDA, in pravilno napovedal izvolitev Woodrowa Wilsona na predsedniški položaj. To so storili prek preprostega pošiljanja razglednic in štetja rezultatov, zaradi začetnih uspehov pa so s s tem nadaljevali in rezultate pravilno napovedali še v letih 1920, 1924, 1929 in 1932. 
Pred volitvami leta 1936 so tako razposlali kar 2,3 milijona razglednic, a so jih precej poslali premožnejšim Američanom, ki so v pretežni meri simpatizirali z republikanci. Tega pri svojih napovedih niso upoštevali in teden pred volitvami napovedali, da je Alf Landon užival precej večjo priljubljenost kot trenutni predsednik, Franklin Roosevelt. Sočasno je George Gallup izvedel precej manjobsežno, a tudi precej bolj znanstveno raziskavo, v kateri je anketiral demografsko reprezentativen vzorec in pravilno napovedal suvereno zmago Roosevelta. Literary Digest je kmalu propadel, anketiranje pa se je začelo hitro širiti. 
Še en ameriški pionir anketiranja in političnega napovedanja je bil Elmo Roper,  ki je pravilno napovedal ponovno izvolitev Roosevelta v letih 1936, 1940 in 1944. Z javnomnenjskimi raziskavami se je od leta 1947 naprej ukvarjal tudi Louis Harris, ki se je kasneje pridružil podjetju Elma Roperja in postal njegov poslovni partner.
Gallup je kasneje odprl svojo podružnico še v Združenem kraljestvu. Ta je skorajda edina napovedala zmago laburistov na volitvah leta 1945, potem ko je večina političnih analitikov pričakovala zmago konzervativcev pod vodstvom Winstona Churchilla.
Do 50. let 20. stoletja se je anketiranje razširilo v večino demokratičnih držav. 

## Neuspehi
Najbolj znan neuspeh pri anketiranju v ZDA je bila napoved suverene zmage Thomasa Deweyja nad Harryjem S. Trumanom v predsedniških volitvah leta 1948. Pri tem so se uštele tudi priznane analitične hiše, kot sta npr. Gallup in Roper. 
V Veliki Britaniji je večina anket nepravilno napovedala poraz konzervativcev na volitvah leta 1970 in 1992 in poraz laburistov leta 1974, sicer pa so bili njihovi izsledki na drugih volitvah precej natančni. 